# Glossogobius circumspectus
Glossogobius circumspectus es una especie de peces de la familia de los Gobiidae en el orden de los Perciformes.

## Morfología
Los machos pueden llegar a alcanzar los 12 cm de longitud total.

## Distribución geográfica
Se encuentra en Tailandia, Filipinas, Malasia, Indonesia y Nueva Guinea.

## Observaciones
Es inofensivo para los humanos.